# Bayabusua clarkei
Bayabusua clarkei là một loài thực vật có hoa trong họ Cucurbitaceae. Loài này được George King mô tả khoa học đầu tiên năm 1898 dưới danh pháp Zanonia clarkei. Năm 1999, Willem Jan Jacobus Oswald de Wilde thiết lập chi Bayabusua và chuyển nó sang chi này. Tính từ định danh clarkei là để vinh danh nhà thực vật học người Anh Charles Baron Clarke (1832-1906).

## Mẫu định danh
Mẫu định danh: King's Collector 7230; lưu giữ tại Khảo sát Thực vật Ấn Độ (CAL) ở Howrah, Tây Bengal, Ấn Độ, n. v.;  isotype: Vườn Thực vật Hoàng gia Anh tại Kew (K).

## Mô tả
Dây leo của loài này cao từ 20-40 m trên những cây gỗ cao. Cành thanh mảnh, đường kính 1,5-4 mm, có rãnh và nhẵn nhụi, ban đầu có lông nhỏ dạng phấn màu nâu đỏ, nhỏ hơn 0,1 mm. Cây non có 4 lá đầu tiên giống như lá mầm giả, có cuống, mọc vòng, sau đó vươn dài ra, với các lá phân tán, có lóng dài. Các tua cuốn trên nách lá, dài 10-15 cm, dày dưới 1 mm, các tay ở phần xa, dài (1-)1,5-2,5 cm, các đệm có đường kính 2-6 mm. Lá hơi mọng, bóng (khi khô xỉn màu, dạng màng và giòn); cuống lá 0,5-3 cm × 1-2 mm, sau khi rụng do lá khô để lại sẹo lồi; phiến lá hình trứng rộng, hơi có thùy bên về phía đáy, 3-15 × 2-12 cm, gốc thuôn tròn (rộng) hoặc hình tim nông với lõm gian thùy rộng, hở, đỉnh nhọn-nhọn thon ngắn; mép gần nguyên (nhưng lá non lượn sóng thô và có răng cưa-nhọn đột ngột); gân dạng chân vịt 5(-7), kiểu gân lỏng lẻo. Các chồi bên và cụm hoa phát triển từ nách giữa cuống lá và tua cuốn. Cụm hoa đực là chùy hoa giống như bông thóc, có lá bắc, vô hạn, mọc ở đỉnh, gần thẳng đứng, cuống dài 0,5-1 cm, cong lên, cán hoa dài 5-20 cm, có rãnh, dày ~2 mm, màu đỏ tía, dày gần bằng các chồi hỗ trợ màu xanh lục, rủ xuống; lá bắc 5-30, gần như sớm rụng, cách nhau 5-10 mm dọc theo cán hoa, mọc thẳng-tỏa rộng, hình elip-thuôn dài, nhọn, dài 5-15 mm, màu xanh lục ánh tía, mỗi lá bắc với nách lá có một chùm 2-5 hoa với các nụ ở các giai đoạn phát triển khác nhau, trong mỗi chùm hoa chỉ có một ít hoa đồng loạt nở hoa. Cụm hoa cái (theo cụm quả) nhỏ, dài chưa đến 5 mm, có 1 (hoặc ít) hoa. Các hoa đực hơi mọng-mọng nước, với tràng hoa màu đỏ tía; cuống hoa ngắn, thanh mảnh, hơi thon, ~4 × 0,5-1 mm; chén hoa hình chén nông, đường kính ~5 mm, dày ~0,5 mm, đĩa hoa chắc-mọng; đài hoa 5 thùy, gần như rời, ở chồi trưởng thành dài ~2 mm, đỉnh thuôn tròn, xếp lợp-hình nanh sấu, ở các hoa nở rộng hình tam giác tù, cùng với chén hoa lộ ra từ bên dưới giống như hình ngũ giác màu xanh lục nhạt, đường kính ~9mm; tràng hoa hình bánh xe, viền ngoài hình tròn, đường kính ~12 mm, thùy 5, gần như rời, xếp lợp-vặn xoắn, hình trứng ngược rộng, ~3,5 × 4 mm, đỉnh thuôn tròn rộng, uốn ngược lại, màu đỏ tía, bên trong có nhú; bên dưới mỗi lõm gian thùy giữa các thùy của tràng hoa, ở mặt trong của chén hoa là các vết hình tam giác dài, mọng cứng, nhợt nhạt, bóng, dạng hột cơm, với ở đỉnh, ngay trong mỗi lõm gian thùy, là phần phụ màu trắng kem hình cầu nhỏ, tương phản với tràng hoa màu đỏ tía; nhị 3, chỉ nhị rời, dài 1,2-1,5 mm, xếp sát nhau ở tâm đĩa hoa, hơi cong ra phía ngoài, hơi thon nhọn, màu ánh trắng, bao phấn 2 với 2 túi phấn hợp sinh ở khoảng nửa dưới và 1 bao phấn với 1 túi phấn đính đáy, thuôn dài rộng, dài ~2 mm, hướng ngoài, mỗi bao phấn với 1 mô liên kết màu trắng kem, phồng dễ thấy, với 1 mụn cóc màu nâu đường kính ~0,3 mm ở gần đỉnh, tương phản với tràng hoa màu đỏ tía. Không có vết tích của vòi nhụy. Hoa cái không rõ. Cây cái ra quả một lần (luôn luôn?); quả đơn, rủ xuống, là quả nang hình trụ-hình chùy, hình tam giác tù, 20-25 × 8-10 cm, đỉnh dẹt, đáy thuôn tròn, khi khô hẹp lại ít hay nhiều, gần nhọn, vỏ quả ngoài bên ngoài hóa gỗ, mỏng, dày ~0,5 mm, bên trong có lớp sợi xốp dày ~10 mm, mở ở đỉnh dẹt bằng 3 mảnh vỏ cong vào trong, đường mép của chén hoa cách mép cong của các mảnh vỏ 5-10(-15) mm; cuống quả ngắn, 10-12 × 2-3 mm. Hạt nhiều, xếp thành 3 hàng dày dặc bên trong quả, dẹt, hình gần elip, 15-20 × 10 mm, màu nâu xỉn, các mặt có mụn cóc nhỏ, mép với 8 (hoặc 9) gai thô, tù, dài 3-9 mm, đỡ một cánh hình gần tròn dạng màng màu ánh trắng dễ thấy, rộng 1-2,5 cm, đường kính ~5 cm.

## Phân bố
Loài này là đặc hữu bán đảo Mã Lai, ở hai bang duyên hải miền tây là Perak và Selangor.

## Sinh thái
Chân đồi và rừng miền núi thấp, cao độ 200-800 m; dường như khá hiếm do hiện tại người ta chỉ biết 5 bộ sưu tập. Ra hoa ghi nhận tháng 2, 6 và 8; tạo quả tháng 12-2 năm sau, hiếm thấy trong tháng 8. Trên thực địa dường như loài này với quả thuần thục đang khô dần, vì thế có khả năng là loài này chỉ ra quả một lần trong đời.